# Хи Волка
Хи Волка (лат. χ Lupi), 5 Волка (лат. 5 Lupi), HD 141556 — тройная звезда в созвездии Волка на расстоянии приблизительно 203 световых лет (около 62,2 парсек) от Солнца. Видимая звёздная величина звезды — +3,946m. Возраст звезды определён как около 316,2 млн лет.

## Характеристики
Первый компонент — бело-голубая звезда спектрального класса B9III, или B9IV, или B9,5III-IV, или B9,5V, или B9. Масса — около 2,84 солнечной, радиус — около 2,85 солнечного, светимость — около 87,799 солнечной. Эффективная температура — около 10750 K.
Второй компонент — белая Am-звезда спектрального класса A2Vm или Am. Масса — около 1,94 солнечной, радиус — около 1,75 солнечного. Эффективная температура — около 9100 K. Орбитальный период — около 15,257 суток.
Третий компонент — красный карлик спектрального класса M. Масса — около 373,76 юпитерианской (0,3568 солнечной). Орбитальный период — около 485,7 суток. Удалён на 2,282 а.е..